# Stadionlauf
Der Stadionlauf (σταδίου δρόμος, stadíou drómos) oder kurz: das Stadion ist die älteste Einzeldisziplin der Olympischen Spiele, war aber auch eine der fünf Disziplinen des Pentathlons. Ein stadion war in der Antike ein griechisches Längenmaß (600 olympische Fuß), das sind umgerechnet 192 Meter.
Die Läufer mussten im Stadion die Strecke einmal zurücklegen. Allerdings war die Distanz je nach Austragungsort unterschiedlich und reichte von 167 Metern (Delos) bis 192,24 Metern (Olympia). Der Überlieferung nach war von 776 v. Chr. bis 728 v. Chr. der Stadionlauf der einzige Wettkampf bei den Olympischen Spielen, die einzelnen Olympiaden wurden üblicherweise nach den Stadionsiegern benannt. Entsprechend groß waren die Teilnehmerzahlen, weshalb schon damals Vorläufe erforderlich waren.
Die Startplätze wurden vorher ausgelost. Die Athleten stellten ihre Zehen in eine steinerne Rille, streckten die Arme in Schulterhöhe waagerecht vor sich aus und hielten den Körper leicht nach vorne gebeugt. Auf manchen Anlagen gab es sogar richtiggehende Startmaschinen, bei denen durch Ziehen an einer Schnur ein Querholz vor den Läufern gesenkt und so Fehlstarts verhindert wurden. Von anderen Orten, wo eine solche Einrichtung fehlte, wird berichtet, dass Frühstarter vom Schiedsrichter mit Rutenschlägen bestraft wurden.
Den ersten Stadionlauf gewann 776 v. Chr. Koroibos, der damit als erster Olympiasieger gilt.